# Qualificazioni al campionato mondiale femminile di calcio 2019 - UEFA
La sezione europea della qualificazioni al campionato mondiale femminile di calcio 2019 è iniziata il 6 aprile 2017 e si è conclusa il 13 novembre 2018. La Francia è ammessa direttamente alla fase finale del torneo in qualità di nazione ospitante.

## Formato e regolamento
Alle qualificazioni partecipano 46 squadre nazionali membri della UEFA con l'esordio per le nazionali di Andorra (esordio alle qualificazioni al campionato mondiale) e Kosovo (esordio in competizioni ufficiali).  Alle qualificazioni non partecipano le nazionali di Bulgaria, Macedonia, Armenia, Azerbaigian, Cipro, Gibilterra, Liechtenstein e San Marino. Otto squadre verranno ammesse alla fase finale del campionato mondiale femminile di calcio 2019.
Le qualificazioni sono composte di tre turni:
- Turno preliminare: le 16 nazionali con il coefficiente UEFA peggiore sono suddivise in quattro gironi da quattro squadre. Ogni gruppo gioca un girone all'italiana che si disputa in una delle nazioni rappresentate. Le quattro vincitrici dei gironi più la migliore seconda (senza considerare il risultato ottenuto contro la quarta classificata) vengono ammesse alla fase a gironi di qualificazione.
- Girone di qualificazione: le 35 nazionali (le 30 col coefficiente migliore più le cinque promosse dal turno preliminare) sono divise in sette gironi da cinque squadre. Ogni gruppo è giocato con il formato del girone all'italiana con partite di andata e ritorno. Le sette vincitrici dei gironi si qualificano direttamente per la fase finale, mentre le quattro migliori seconde classificate (senza considerare il risultato ottenuto contro la quinta classificata) si giocano la partecipazione alla fase successiva nella fase dei play-off.
- Play-off: le quattro migliori seconde classificate giocano una fase ad eliminazione diretta con partite di andata e ritorno per determinare l'ultima squadra qualificata alla fase finale.

In caso di parità di punti tra due o più squadre di uno stesso gruppo, le posizioni in classifica vengono determinate prendendo in considerazione, nell'ordine, i seguenti criteri:
1. maggiore numero di punti negli scontri diretti tra le squadre interessate (classifica avulsa);
2. migliore differenza reti negli scontri diretti tra le squadre interessate (classifica avulsa);
3. maggiore numero di reti segnate negli scontri diretti tra le squadre interessate (classifica avulsa);
4. maggiore numero di reti segnate in trasferta negli scontri diretti tra le squadre interessate (classifica avulsa), valido solo per il turno di qualificazione a gironi;
5. se, dopo aver applicato i criteri dall'1 al 4, ci sono squadre ancora in parità di punti, i criteri dall'1 al 4 si riapplicano alle sole squadre in questione. Se continua a persistere la parità, si procede con i criteri dal 6 all'11;
6. migliore differenza reti;
7. maggiore numero di reti segnate;
8. maggiore numero di reti segnate in trasferta (valido solo per il turno di qualificazione a gironi);
9. tiri di rigore se le due squadre sono a parità di punti al termine dell'ultima giornata (valido solo per il turno preliminare e solo per decidere la qualificazione al turno successivo);
10. classifica del fair play (cartellino rosso = 3 punti, cartellino giallo = 1 punto, espulsione per doppia ammonizione = 3 punti);
11. posizione del ranking UEFA o sorteggio.

Per determinare la migliore seconda classificata nel turno preliminare e le quattro migliori seconde classificate nel turno di qualificazione a gironi, i risultati ottenuti contro le squadre classificate al quarto e quinto posto, rispettivamente, non vengono considerati e si prendono in considerazione, nell'ordine, i seguenti criteri:
1. maggiore numero di punti;
2. migliore differenza reti;
3. maggiore numero di reti segnate;
4. maggiore numero di reti segnate in trasferta (valido solo per il turno di qualificazione a gironi);
5. classifica del fair play;
6. posizione del ranking UEFA o sorteggio.

Nei play-off la squadra che segna più reti nelle due partite si qualifica alla fase finale. Se al termine delle due partite le due squadre sono in parità di reti segnate, si applica la regola dei gol in trasferta. Se la parità persiste, si giocano prima i tempi supplementari. In caso di ulteriore parità al termine dei tempi supplementari si calciano i tiri di rigore.

## Programma
Le partite di qualificazione si giocano in date che rientrano nel FIFA Women's International Match Calendar.
| Turno                            | Giornata         | Date                         |
| -------------------------------- | ---------------- | ---------------------------- |
| Turno preliminare                | Prima giornata   | 6 aprile 2017                |
| Turno preliminare                | Seconda giornata | 8 aprile 2017                |
| Turno preliminare                | Terza giornata   | 11 aprile 2017               |
| Turno di qualificazione a gironi | Prima giornata   | 11-19 settembre 2017         |
| Turno di qualificazione a gironi | Seconda giornata | 16-24 ottobre 2017           |
| Turno di qualificazione a gironi | Terza giornata   | 20-28 novembre 2017          |
| Turno di qualificazione a gironi | Quarta giornata  | 15-23 gennaio 2018           |
| Turno di qualificazione a gironi | Quinta giornata  | 26 febbraio - 6 marzo 2018   |
| Turno di qualificazione a gironi | Sesta giornata   | 2-10 aprile 2018             |
| Turno di qualificazione a gironi | Settima giornata | 4-12 giugno 2018             |
| Turno di qualificazione a gironi | Ottava giornata  | 27 agosto - 4 settembre 2018 |
| Play-off                         | Semifinale       | 1º-9 ottobre 2018            |
| Play-off                         | Finale           | 5-13 novembre 2018           |

## Turno preliminare

### Sorteggio
Il sorteggio si è svolto a Nyon, Svizzera, il 19 gennaio 2017. Le 16 squadre partecipanti al turno preliminare sono state suddivise in quattro urne in base al coefficiente UEFA. Albania, Fær Øer, Georgia e Lituania sono state indicate come squadre ospitanti le partite dei singoli gironi.
| Nazionale  | Coeff. |
| ---------- | ------ |
| Turchia    | 15.656 |
| Israele    | 14.641 |
| Grecia     | 13.961 |
| Kazakistan | 13.350 |

| Nazionale | Coeff. |
| --------- | ------ |
| Estonia   | 11.151 |
| Albania   | 9.121  |
| Fær Øer   | 8.020  |
| Moldavia  | 7.910  |

| Nazionale  | Coeff. |
| ---------- | ------ |
| Malta      | 7.208  |
| Montenegro | 7.191  |
| Georgia    | 6.316  |
| Lituania   | 4.818  |

| Nazionale   | Coeff. |
| ----------- | ------ |
| Lettonia    | 4.584  |
| Lussemburgo | 4.109  |
| Andorra     | 1.793  |
| Kosovo      | -      |

### Gruppi

#### Gruppo 1
| Pos | Squadra    | Pt | G | V | N | P | GF | GS | DR |
| --- | ---------- | -- | - | - | - | - | -- | -- | -- |
| 1.  | Kazakistan | 7  | 3 | 2 | 1 | 0 | 4  | 2  | +2 |
| 2.  | Lettonia   | 5  | 3 | 1 | 2 | 0 | 7  | 3  | +4 |
| 3.  | Georgia    | 4  | 3 | 1 | 1 | 1 | 3  | 3  | 0  |
| 4.  | Estonia    | 0  | 3 | 0 | 0 | 3 | 1  | 7  | -6 |

|            | Estonia (bandiera) | Georgia (bandiera) | Kazakistan (bandiera) | Lettonia (bandiera) |
| ---------- | ------------------ | ------------------ | --------------------- | ------------------- |
| Estonia    |                    |                    | 0 - 1                 | 0 - 4               |
| Georgia    | 2 - 1              |                    |                       |                     |
| Kazakistan |                    | 1 - 0              |                       | 2 - 2               |
| Lettonia   |                    | 1 - 1              |                       |                     |

#### Gruppo 2
| Pos | Squadra | Pt | G | V | N | P | GF | GS | DR |
| --- | ------- | -- | - | - | - | - | -- | -- | -- |
| 1.  | Albania | 7  | 3 | 2 | 1 | 0 | 5  | 3  | +2 |
| 2.  | Grecia  | 6  | 3 | 2 | 0 | 1 | 8  | 2  | +4 |
| 3.  | Malta   | 4  | 3 | 1 | 1 | 1 | 3  | 2  | +1 |
| 4.  | Kosovo  | 0  | 3 | 0 | 0 | 3 | 3  | 12 | -9 |

|         | Albania (bandiera) | Grecia (bandiera) | Kosovo (bandiera) | Malta (bandiera) |
| ------- | ------------------ | ----------------- | ----------------- | ---------------- |
| Albania |                    | 2 - 1             | 3 - 2             |                  |
| Grecia  |                    |                   | 6 - 0             | 1 - 0            |
| Kosovo  |                    |                   |                   | 1 - 3            |
| Malta   | 0 - 0              |                   |                   |                  |

#### Gruppo 3
| Pos | Squadra  | Pt | G | V | N | P | GF | GS | DR  |
| --- | -------- | -- | - | - | - | - | -- | -- | --- |
| 1.  | Israele  | 7  | 3 | 2 | 1 | 0 | 9  | 0  | +9  |
| 2.  | Moldavia | 7  | 3 | 2 | 1 | 0 | 6  | 0  | +6  |
| 3.  | Lituania | 3  | 3 | 1 | 0 | 2 | 2  | 4  | -2  |
| 4.  | Andorra  | 0  | 3 | 0 | 0 | 3 | 0  | 13 | -13 |

|          | Andorra (bandiera) | Israele (bandiera) | Lituania (bandiera) | Moldavia (bandiera) |
| -------- | ------------------ | ------------------ | ------------------- | ------------------- |
| Andorra  |                    |                    | 0 - 2               |                     |
| Israele  | 7 - 0              |                    | 2 - 0               |                     |
| Lituania |                    |                    |                     | 0 - 2               |
| Moldova  | 4 - 0              | 0 - 0              |                     |                     |

#### Gruppo 4
| Pos | Squadra     | Pt | G | V | N | P | GF | GS | DR  |
| --- | ----------- | -- | - | - | - | - | -- | -- | --- |
| 1.  | Fær Øer     | 9  | 3 | 3 | 0 | 0 | 9  | 3  | +6  |
| 2.  | Turchia     | 6  | 3 | 2 | 0 | 1 | 13 | 3  | +10 |
| 3.  | Montenegro  | 3  | 3 | 1 | 0 | 2 | 8  | 6  | +2  |
| 4.  | Lussemburgo | 0  | 3 | 0 | 0 | 3 | 3  | 21 | -18 |

|             | Fær Øer (bandiera) | Lussemburgo (bandiera) | Montenegro (bandiera) | Turchia (bandiera) |
| ----------- | ------------------ | ---------------------- | --------------------- | ------------------ |
| Fær Øer     |                    | 5 - 1                  |                       | 2 - 1              |
| Lussemburgo |                    |                        | 1 - 7                 |                    |
| Montenegro  | 1 - 2              |                        |                       |                    |
| Turchia     |                    | 9 - 1                  | 3 - 0                 |                    |

#### Raffronto tra le seconde classificate
| Gr | Squadra  | Pt | G | V | N | P | GF | GS | DR |
| -- | -------- | -- | - | - | - | - | -- | -- | -- |
| 3  | Moldavia | 4  | 2 | 1 | 1 | 0 | 2  | 0  | +2 |
| 4  | Turchia  | 3  | 2 | 1 | 0 | 1 | 4  | 2  | +2 |
| 2  | Grecia   | 3  | 2 | 1 | 0 | 1 | 2  | 2  | 0  |
| 1  | Lettonia | 2  | 2 | 0 | 2 | 0 | 3  | 3  | 0  |

## Fase a gironi
Il sorteggio si è svolto a Nyon, Svizzera, il 25 aprile 2017. Le 35 squadre partecipanti al turno preliminare sono state suddivise in cinque urne in base al coefficiente UEFA. Per decisione del Comitato Esecutivo UEFA, Russia e Ucraina non possono essere inserite nello stesso girone per ragioni politiche.
| Nazionale   | Coeff. |
| ----------- | ------ |
| Germania    | 42.957 |
| Inghilterra | 39.880 |
| Norvegia    | 39.161 |
| Svezia      | 38.036 |
| Spagna      | 37.655 |
| Svizzera    | 36.629 |
| Italia      | 34.775 |

| Nazionale   | Coeff. |
| ----------- | ------ |
| Paesi Bassi | 34.642 |
| Islanda     | 34.141 |
| Scozia      | 33.632 |
| Danimarca   | 32.915 |
| Austria     | 31.882 |
| Belgio      | 31.213 |
| Russia      | 30.367 |

| Nazionale | Coeff. |
| --------- | ------ |
| Finlandia | 29.815 |
| Ucraina   | 28.579 |
| Galles    | 25.807 |
| Romania   | 25.602 |
| Polonia   | 24.832 |
| Rep. Ceca | 23.874 |
| Irlanda   | 23.669 |

| Nazionale            | Coeff. |
| -------------------- | ------ |
| Portogallo           | 22.860 |
| Serbia               | 21.579 |
| Ungheria             | 20.362 |
| Bosnia ed Erzegovina | 19.546 |
| Bielorussia          | 19.434 |
| Slovacchia           | 18.104 |
| Slovenia             | 17.224 |

| Nazionale        | Coeff. |
| ---------------- | ------ |
| Irlanda del Nord | 17.051 |
| Croazia          | 16.266 |
| Israele          | 14.641 |
| Kazakistan       | 13.350 |
| Albania          | 9.121  |
| Fær Øer          | 8.020  |
| Moldavia         | 7.910  |

### Gruppi

#### Gruppo 1
| Pos | Squadra              | Pt | G | V | N | P | GF | GS | DR  |
| --- | -------------------- | -- | - | - | - | - | -- | -- | --- |
| 1.  | Inghilterra          | 22 | 8 | 7 | 1 | 0 | 29 | 1  | +28 |
| 2.  | Galles               | 17 | 8 | 5 | 2 | 1 | 7  | 3  | +4  |
| 3.  | Russia               | 13 | 8 | 4 | 1 | 3 | 16 | 13 | +3  |
| 4.  | Bosnia ed Erzegovina | 3  | 8 | 1 | 0 | 7 | 3  | 19 | -16 |
| 5.  | Kazakistan           | 3  | 8 | 1 | 0 | 7 | 2  | 21 | -19 |

|                      | Bosnia ed Erzegovina (bandiera) | Galles (bandiera) | Inghilterra (bandiera) | Kazakistan (bandiera) | Russia (bandiera) |
| -------------------- | ------------------------------- | ----------------- | ---------------------- | --------------------- | ----------------- |
| Bosnia ed Erzegovina |                                 | 0 - 1             | 0 - 2                  | 0 - 2                 | 1 - 6             |
| Galles               | 1 - 0                           |                   | 0 - 3                  | 1 - 0                 | 3 - 0             |
| Inghilterra          | 4 - 0                           | 0 - 0             |                        | 5 - 0                 | 6 - 0             |
| Kazakistan           | 0 - 2                           | 0 - 1             | 0 - 6                  |                       | 0 - 3             |
| Russia               | 3 - 0                           | 0 - 0             | 1 - 3                  | 3 - 0                 |                   |

#### Gruppo 2
| Pos | Squadra     | Pt | G | V | N | P | GF | GS | DR  |
| --- | ----------- | -- | - | - | - | - | -- | -- | --- |
| 1.  | Scozia      | 21 | 8 | 7 | 0 | 1 | 19 | 7  | +12 |
| 2.  | Svizzera    | 19 | 8 | 6 | 1 | 1 | 21 | 5  | +16 |
| 3.  | Polonia     | 11 | 8 | 3 | 2 | 3 | 16 | 12 | +4  |
| 4.  | Albania     | 4  | 8 | 1 | 1 | 6 | 6  | 22 | -16 |
| 5.  | Bielorussia | 3  | 8 | 1 | 0 | 7 | 5  | 21 | -16 |

|             | Albania (bandiera) | Bielorussia (bandiera) | Polonia (bandiera) | Scozia (bandiera) | Svizzera (bandiera) |
| ----------- | ------------------ | ---------------------- | ------------------ | ----------------- | ------------------- |
| Albania     |                    | 1 - 0                  | 1 - 4              | 1 - 2             | 1 - 4               |
| Bielorussia | 1 - 0              |                        | 1 - 4              | 1 - 2             | 0 - 5               |
| Polonia     | 1 - 1              | 4 - 1                  |                    | 2 - 3             | 0 - 0               |
| Scozia      | 5 - 0              | 2 - 1                  | 3 - 0              |                   | 2 - 1               |
| Svizzera    | 5 - 1              | 3 - 0                  | 2 - 1              | 1 - 0             |                     |

#### Gruppo 3
| Pos | Squadra          | Pt | G | V | N | P | GF | GS | DR  |
| --- | ---------------- | -- | - | - | - | - | -- | -- | --- |
| 1.  | Norvegia         | 21 | 8 | 7 | 0 | 1 | 22 | 4  | +18 |
| 2.  | Paesi Bassi      | 19 | 8 | 6 | 1 | 1 | 22 | 2  | +20 |
| 3.  | Irlanda          | 13 | 8 | 4 | 1 | 3 | 10 | 6  | +4  |
| 4.  | Irlanda del Nord | 3  | 8 | 1 | 0 | 7 | 4  | 27 | -23 |
| 5.  | Slovacchia       | 3  | 8 | 1 | 0 | 7 | 4  | 23 | -19 |

|                  | Irlanda (bandiera) | Irlanda del Nord (bandiera) | Norvegia (bandiera) | Paesi Bassi (bandiera) | Slovacchia (bandiera) |
| ---------------- | ------------------ | --------------------------- | ------------------- | ---------------------- | --------------------- |
| Irlanda          |                    | 4 - 0                       | 0 - 2               | 0 - 2                  | 2 - 1                 |
| Irlanda del Nord | 0 - 2              |                             | 0 - 3               | 0 - 5                  | 0 - 1                 |
| Norvegia         | 1 - 0              | 4 - 1                       |                     | 2 - 1                  | 6 - 1                 |
| Paesi Bassi      | 0 - 0              | 7 - 0                       | 1 - 0               |                        | 1 - 0                 |
| Slovacchia       | 0 - 2              | 1 - 3                       | 0 - 4               | 0 - 5                  |                       |

#### Gruppo 4
| Pos | Squadra   | Pt | G | V | N | P | GF | GS | DR  |
| --- | --------- | -- | - | - | - | - | -- | -- | --- |
| 1.  | Svezia    | 21 | 8 | 7 | 0 | 1 | 22 | 2  | +20 |
| 2.  | Danimarca | 16 | 8 | 5 | 1 | 2 | 22 | 8  | +14 |
| 3.  | Ucraina   | 13 | 8 | 4 | 1 | 3 | 9  | 10 | -1  |
| 4.  | Ungheria  | 4  | 8 | 1 | 1 | 6 | 8  | 26 | -18 |
| 5.  | Croazia   | 3  | 8 | 0 | 3 | 5 | 5  | 20 | -15 |

|           | Croazia (bandiera) | Danimarca (bandiera) | Svezia (bandiera) | Ucraina (bandiera) | Ungheria (bandiera) |
| --------- | ------------------ | -------------------- | ----------------- | ------------------ | ------------------- |
| Croazia   |                    | 0 - 4                | 0 - 2             | 0 - 3              | 1 - 3               |
| Danimarca | 1 - 1              |                      | 0 - 1             | 1 - 0              | 5 - 1               |
| Svezia    | 4 - 0              | 3 - 0                |                   | 3 - 0              | 5 - 0               |
| Ucraina   | 1 - 1              | 1 - 5                | 1 - 0             |                    | 2 - 0               |
| Ungheria  | 2 - 2              | 1 - 6                | 1 - 4             | 0 - 1              |                     |

#### Gruppo 5
| Pos | Squadra   | Pt | G | V | N | P | GF | GS | DR  |
| --- | --------- | -- | - | - | - | - | -- | -- | --- |
| 1.  | Germania  | 21 | 8 | 7 | 0 | 1 | 38 | 3  | +35 |
| 2.  | Islanda   | 17 | 8 | 5 | 2 | 1 | 22 | 6  | +16 |
| 3.  | Rep. Ceca | 14 | 8 | 4 | 2 | 2 | 20 | 8  | +12 |
| 4.  | Slovenia  | 6  | 8 | 2 | 0 | 6 | 9  | 20 | -11 |
| 5.  | Fær Øer   | 0  | 8 | 0 | 0 | 8 | 1  | 53 | -52 |

|           | Fær Øer (bandiera) | Germania (bandiera) | Islanda (bandiera) | Rep. Ceca (bandiera) | Slovenia (bandiera) |
| --------- | ------------------ | ------------------- | ------------------ | -------------------- | ------------------- |
| Fær Øer   |                    | 0 - 8               | 0 - 5              | 0 - 8                | 0 - 4               |
| Germania  | 11 - 0             |                     | 2 - 3              | 4 - 0                | 6 - 0               |
| Islanda   | 8 - 0              | 0 - 2               |                    | 1 - 1                | 2 - 0               |
| Rep. Ceca | 4 - 1              | 0 - 1               | 1 - 1              |                      | 2 - 0               |
| Slovenia  | 5 - 0              | 0 - 4               | 0 - 2              | 0 - 4                |                     |

#### Gruppo 6
| Pos | Squadra    | Pt | G | V | N | P | GF | GS | DR  |
| --- | ---------- | -- | - | - | - | - | -- | -- | --- |
| 1.  | Italia     | 21 | 8 | 7 | 0 | 1 | 19 | 4  | +15 |
| 2.  | Belgio     | 19 | 8 | 6 | 1 | 1 | 28 | 6  | +22 |
| 3.  | Portogallo | 11 | 8 | 3 | 2 | 3 | 22 | 8  | +14 |
| 4.  | Romania    | 5  | 8 | 1 | 2 | 5 | 7  | 15 | -8  |
| 5.  | Moldavia   | 1  | 8 | 0 | 1 | 7 | 2  | 45 | -43 |

|            | Belgio (bandiera) | Italia (bandiera) | Moldavia (bandiera) | Portogallo (bandiera) | Romania (bandiera) |
| ---------- | ----------------- | ----------------- | ------------------- | --------------------- | ------------------ |
| Belgio     |                   | 2 - 1             | 12 - 0              | 1 - 1                 | 3 - 2              |
| Italia     | 2 - 1             |                   | 5 - 0               | 3 - 0                 | 3 - 0              |
| Moldavia   | 0 - 7             | 1 - 3             |                     | 0 - 7                 | 0 - 0              |
| Portogallo | 0 - 1             | 0 - 1             | 8 - 0               |                       | 5 - 1              |
| Romania    | 0 - 1             | 0 - 1             | 3 - 1               | 1 - 1                 |                    |

#### Gruppo 7
| Pos | Squadra   | Pt | G | V | N | P | GF | GS | DR  |
| --- | --------- | -- | - | - | - | - | -- | -- | --- |
| 1.  | Spagna    | 24 | 8 | 8 | 0 | 0 | 25 | 2  | +23 |
| 2.  | Austria   | 16 | 8 | 5 | 1 | 2 | 19 | 7  | +12 |
| 3.  | Finlandia | 10 | 8 | 3 | 1 | 4 | 9  | 13 | -4  |
| 4.  | Serbia    | 7  | 8 | 2 | 1 | 5 | 5  | 13 | -8  |
| 5.  | Israele   | 1  | 8 | 0 | 1 | 7 | 0  | 23 | -23 |

|           | Austria (bandiera) | Finlandia (bandiera) | Israele (bandiera) | Serbia (bandiera) | Spagna (bandiera) |
| --------- | ------------------ | -------------------- | ------------------ | ----------------- | ----------------- |
| Austria   |                    | 4 - 1                | 2 - 0              | 1 - 1             | 0 - 1             |
| Finlandia | 0 - 2              |                      | 4 - 0              | 1 - 0             | 0 - 2             |
| Israele   | 0 - 6              | 0 - 0                |                    | 0 - 1             | 0 - 6             |
| Serbia    | 0 - 4              | 0 - 2                | 2 - 0              |                   | 1 - 2             |
| Spagna    | 4 - 0              | 5 - 1                | 2 - 0              | 3 - 0             |                   |

#### Raffronto tra le seconde classificate
| Pos | Gr | Squadra     | Pt | G | V | N | P | GF | GS | DR  |
| --- | -- | ----------- | -- | - | - | - | - | -- | -- | --- |
| 1.  | 3  | Paesi Bassi | 13 | 6 | 4 | 1 | 1 | 16 | 2  | +14 |
| 2.  | 2  | Svizzera    | 13 | 6 | 4 | 1 | 1 | 13 | 5  | +8  |
| 3.  | 6  | Belgio      | 13 | 6 | 4 | 1 | 1 | 9  | 6  | +3  |
| 4.  | 4  | Danimarca   | 12 | 6 | 4 | 0 | 2 | 17 | 7  | +10 |
| 5.  | 1  | Islanda     | 11 | 6 | 3 | 2 | 1 | 9  | 6  | +3  |
| 6.  | 5  | Galles      | 11 | 6 | 3 | 2 | 1 | 5  | 3  | +2  |
| 7.  | 7  | Austria     | 10 | 6 | 3 | 1 | 2 | 11 | 7  | +4  |

## Play-off
Il sorteggio per definire gli accoppiamenti nei play-off è stato effettuato il 7 settembre 2018 a Nyon. Il turno di andata delle semifinali si è disputata il 4 ottobre 2018, mentre il turno di ritorno il 9 ottobre. Il turno di andata della finale si è disputato il 9 novembre 2018, mentre il turno di ritorno il 13 novembre. La vincitrice si qualifica al campionato mondiale 2019.

### Semifinali
| Squadra 1   | Totale      | Squadra 2 | Andata | Ritorno |
| ----------- | ----------- | --------- | ------ | ------- |
| Paesi Bassi | 4 - 1       | Danimarca | 2 - 0  | 2 - 1   |
| Belgio      | 3 - 3 (gfc) | Svizzera  | 2 - 2  | 1 - 1   |

### Finale
| Squadra 1   | Totale | Squadra 2 | Andata | Ritorno |
| ----------- | ------ | --------- | ------ | ------- |
| Paesi Bassi | 4 - 1  | Svizzera  | 3 - 0  | 1 - 1   |